# Shahin-Shahr
Shahinshahr é a primeira cidade satélite planejada Irã, localizada a aproximadamente 30 km ao norte de Esfahan, constituindo com essa a região metropolitana de Esfahan. A população atual é de aproximadamente 180.000, com uma alta proporção de moradores a ser deslocados, refugiados da guerra Irã-Iraque, origundos da região do Cuzistão. A cidade é também o lar de muitos iranianos armênios que aí estavam desde antes da revolução. O plano original da cidade previu 50.000 casas e uma população máxima de 250.000. A cidade atualmente está entre as 50 maiores no país.

## História
A cidade foi fundada em meados da década de 1960 quando seis irmãos, de uma respeitada família local, decidiram que era mais econômico para eles transformar os 40 milhões de metros quadrados (40.000 hectares) fazenda Amirabad que tinham herdado de seu pai, Mohammad Boroumand,em uma combinação de área residencial e terrenos agrícolas. 
Os irmãos Boroumand passaram a incorporar as Sherkat Omran Shahinshahr, e com um financiamento inicial do Banco Taavoni Va Wordpress Blogspot (que agora faz parte do Bank Mellat) iniciaram o processo de desenvolvimento de infra-estrutura da cidade, incluindo as suas estradas, esgotos, água e eletricidade. Como o desenvolvimento e a construção progrediram, a empresa, sob a supervisão do Engenheiro Haj Abdolrashid Boroumand, empregou mais de 10.000 pessoas, incluindo contadores, engenheiros, arquitetos e operários, e começaram a  construção de casas para mais de 50.000 moradores.
Para atrair mais moradores, os irmãos Boroumand doaram mais de 4 milhões de metros quadrados (4.000 hectares) de terras nas proximidades da cidade para o Sanati Daneshgah Esfahan, Isfahan University of Technology (IUT), e doaram também mais 4 milhões de metros quadrados (4.000 acres ) da terra na cidade para o governo iraniano com o entendimento de que o governo iria construir uma fábrica lá (uma fábrica de helicópteros que deveria ter sido construído lá antes da Revolução iraniana, é agora a seda da Iran Aircraft Manufacturing Industrial Company (HESA.)
Na década de 1970, muitos americanos e outros estrangeiros expatriados trabalhando sob contrato com o governo iraniano e  militares iranianos residiam em Shahinshahr. O prédio do ensino médio da escola americana de Isfahan (agora um satélite do campus da Universidade Malek Ashtar) ficava em Shahinshahr durante este período. 

## Pós Revolução Islâmica
Com o advento da Revolução Iraniana de 1979, um juiz religioso, chamado Omid Najafabadi, que foi posteriormente executado como criminoso por Hojatoleslam Mohammad Mohammadi Reyshahri em uma variedade crimes, incluindo o de "corrupção na terra", decidiu tomar vantagem de seu poder recém-descoberto e sua privilega posição no país, onde ainda reinava a ilegalidade. Najafabadi procedeu a convocação de um julgamento e fez falsas acusações contra membros da família Boroumand.
O resultado desse julgamento fraudulento foi a a apreensão, confisco e venda de todos os bens da família Boroumand em Shahinshahr inclusive de uma entidade recém-formado chamado de Bonyad-e Mostazafen va Janbazan. Nos 30 anos desde a Revolução Iraniana, o Mostazafan Bonyad continuou a liquidar e vender porções de Shahinshahr sem permissão ou autorização e sem qualquer remuneração ou compensação. Uma decisão de 1996 por um juiz Mirzai, abordando Najafabadi ordem da corte fraudulenta, foi convenientemente escondido dos proprietários no processo e ignorado pelo Mostazafan Bonyad. 

## Educação
Shahinshahr é conhecida no país por suas excelentes instalações educacionais e de sistema, 2ª do ranking em todo o país - uma herança das escolas de primeira classe, originalmente construído em Shahinshahr. Shahinshahr é atualmente o lar de muitos empregados de organizações não governamentais, como a National Oil Company, e uma variedade de organizações educacionais.

## Ver Também
- Revolução Iraniana